# Šarkan (Udmurtia)
Šarkan (in russo Шаркан?) è un villaggio che si trova nella Repubblica Autonoma dell'Udmurtia, in Russia. È il centro amministrativo del distretto Šarkanskij.
L'insediamento è situato a nord-est di Iževsk.